# 江湖要一
江湖 要一（こうこ よういち、1898年（明治31年）7月14日 - 1970年（昭和45年）2月9日）は、大日本帝国陸軍軍人。最終階級は陸軍少将。

## 経歴
佐賀県出身。1921年（大正10年）7月、陸軍士官学校第33期卒業。1933年（昭和8年）陸軍大学校第45期卒業。
1939年（昭和14年）8月、ブラジル大使館附武官となり、1941年（昭和16年）7月、陸軍大学校教官を経て、同年8月、陸軍大佐に進む。大東亜戦争が勃発すると1943年（昭和18年）6月、第25軍高級参謀に補され、ジャワの守備に当たった。ついで参謀本部欧米課長に補され、1945年（昭和20年）6月10日、陸軍少将に進み、同月16日、東京防衛軍参謀長となり、本土決戦に備える中終戦を迎えた。終戦後の同年11月12日に長崎上陸地支局長に就任した。
1947年（昭和22年）11月28日、公職追放仮指定を受けた。